# Holzbunge
Holzbunge (dänisch Holtbunge) ist eine Gemeinde im Kreis Rendsburg-Eckernförde in Schleswig-Holstein.

## Geografie

### Lage und Ortsteile
Die Gemeinde Holzbunge liegt etwa 7 km nordöstlich von Rendsburg im Westen der Halbinsel Dänischer Wohld zwischen der Eckernförder Bucht und Kieler Förde am Rand der Hüttener Berge zwischen dem Wittensee im Osten und dem Bistensee im Nordwesten.
Der Hof Freudental, die Siedlung Sande sowie Teile der Häusergruppe Stenten als Exklave in Owschlag sind weitere Wohnplätze im Gemeindegebiet.

### Nachbargemeinden
Das Gemeindegebiet Holzbunges ist umgeben von:
|          | Ahlefeld-Bistensee                          |                 |
| Owschlag | Kompassrose, die auf Nachbargemeinden zeigt | Klein Wittensee |
|          | Neu Duvenstedt                              |                 |

## Politik

### Gemeindevertretung
Bei der Kommunalwahl am 14. Mai 2023 wurden insgesamt neun Sitze vergeben. Diese fielen alle an die Kommunale Wählergemeinschaft Holzbunge. Die Wahlbeteiligung betrug 65,0 %.

### Wappen
Blasonierung: „In Blau unter zwei nach innen geneigten silbernen Buchenblättern und über zwei mit den Stielen überkreuz gestellten, eine gestielte Eichel einschließenden silbernen Eichenblättern eine giebelständige silberne Fachwerkkate.“

## Wirtschaft und Infrastruktur

### Wirtschaftsstruktur
Die Gemeinde ist vorwiegend durch Landwirtschaft und kleine Gewerbebetriebe geprägt.

### Verkehr
Der Hauptort Holzbunge ist erreichbar auf  der Bundesstraße 203 von Rendsburg nach Eckernförde. Sie bindet Holzbunge an der Autobahnauffahrt „Büdelsdorf/Eckernförde“ (Nr. 8) an die westlich des Ortes vorbei führenden A7/E45 von Rendsburg nach Schleswig an.

### Naturschutz
Im Norden des Gemeindegebietes befinden sich die drei Teilgebiete Gehege Schierenskroog, Gehege Vosskuhlenmaas und Gehege Bockholt des  NATURA 2000-Schutzgebietes FFH-Gebiet Wälder der Hüttener Berge.

## Sehenswürdigkeiten

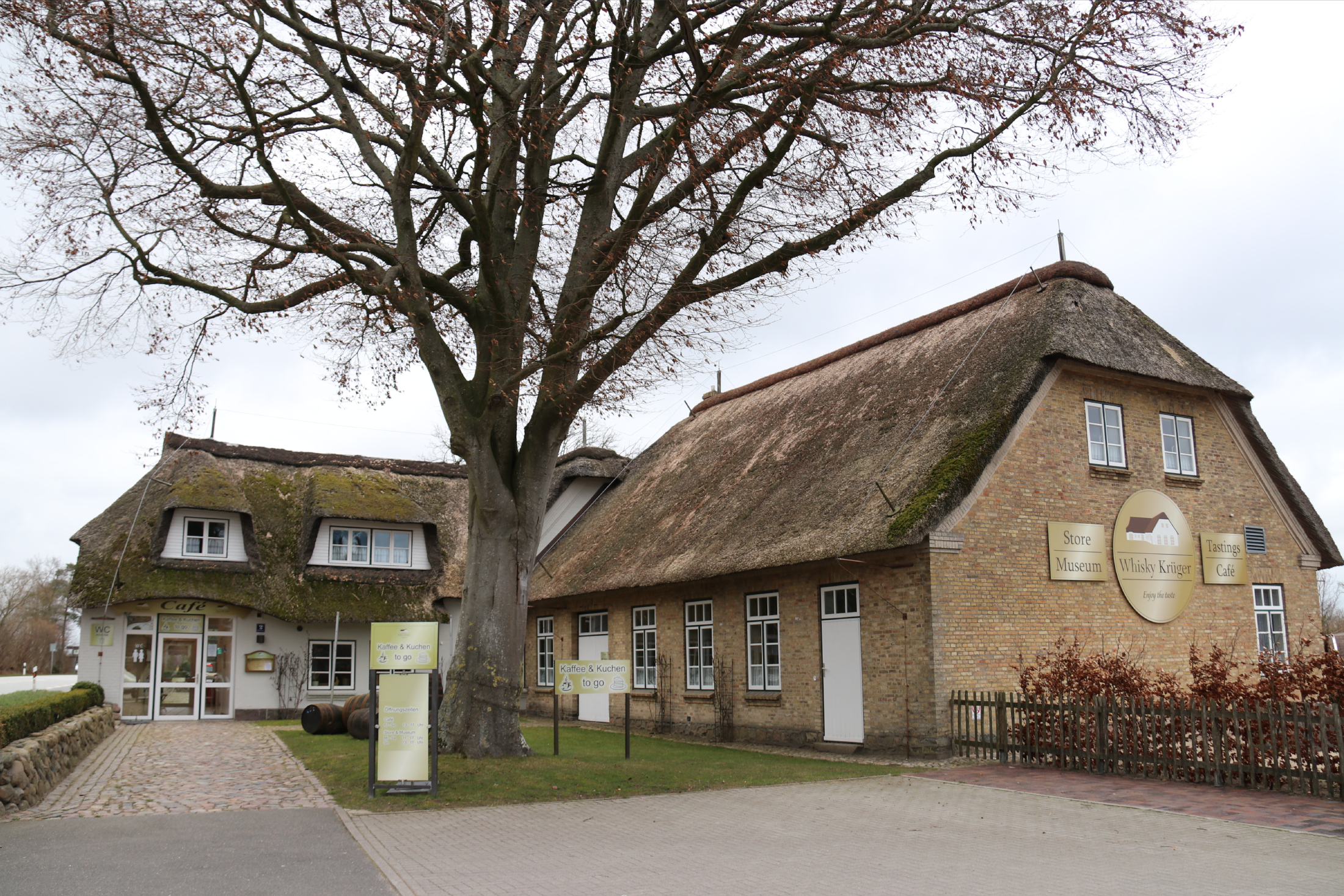
Whisky-Museum Holzbunge

In der Liste der Kulturdenkmale in Holzbunge stehen die in der Denkmalliste des Landes Schleswig-Holstein eingetragenen Kulturdenkmale. 